# Haut-Karabagh
Pour les articles homonymes, voir Haut-Karabagh (homonymie), Nagorny (homonymie) et Conflit du Haut-Karabagh.
Le Haut-Karabagh (azéri : Dağlıq Qarabağ, arménien : Լեռնային Ղարաբաղ, Leṙnayin Ġarabaġ , couramment nommé Artsakh par les Arméniens,, parfois appelé Nagorny Karabakh dans les médias par translittération du russe Нагорный Карабах) est une région située dans le Caucase du Sud, sur les contreforts de l'est et du sud-est du Petit Caucase. Il constitue – avec le Bas-Karabagh et le Siounie/Zanguezour – la région historique et géographique du Karabagh. Son relief est principalement composé de montagnes et de forêts. Lors de sa formation, la superficie de l'oblast autonome de Nagorny Karabakh (1923-1991) était de 4 161 km², ce qui équivaut à la superficie de la Savoie. Selon le recensement de toute l'Union de 1926, la population de la région s'élevait à 125 300 personnes, dont 89,14 % étaient des Arméniens. Le tiers d’entre eux environ vivait à Stepanakert, la capitale.
Pour l'Azerbaïdjan, le Karabagh se limite au Haut-Karabagh et constitue la région économique du Karabagh.
Le problème contemporain du Haut-Karabagh commence après la Première Guerre mondiale. L'Empire russe se désintègre en novembre 1917 et les Bolcheviks prennent le pouvoir. L'Arménie, l'Azerbaïdjan et la Géorgie déclarent leur indépendance. Des combats commencent entre les républiques d'Arménie et d'Azerbaïdjan dans trois régions spécifiques : le Nakhitchevan, le Syunik et le Haut-Karabagh. Un an après sa « soviétisation », Staline tranche le contentieux en rattachant la région à l'Azerbaïdjan, malgré sa population arménienne. Toutefois, en 1923 est créé  l'oblast (région) autonome du Haut-Karabagh à partir de la partie du Haut-Karabagh majoritairement habitée par des Arméniens, ce qui lui confère une relative autonomie. Ce statut reste inchangé pendant soixante-cinq ans. Mais il reste à l'extérieur de l'oblast, des parties du Haut-Karabagh dont les unes sont principalement peuplées d'Azerbaïdjanais, tandis que les autres, dans le nord de la région (district de Shaumyansky de la république socialiste soviétique d'Azerbaïdjan) ont une population majoritairement arménienne.
C'est entre l'Arménie, très attachée à ce qu'elle considère comme une partie de son berceau national, et l'Azerbaïdjan, État territorialement morcelé pour lequel cette région constituait une enclave problématique (voir carte) et qui prétend également à des liens culturels anciens, que s'est noué ce durable casse-tête ethnoterritorial. La diplomatie internationale a échoué à résoudre ce conflit et l'Azerbaïdjan a repris la totalité du territoire en 2023 aidé militairement par Israël et la Turquie.

## Histoire

### Préhistoire
La grotte d'Azikh a notablement livré des vestiges d'hominidés remontant au Pléistocène moyen (~300 000 ans).

### Protohistoire
Au bronze ancien, la région du Haut-Karabagh actuel est comprise dans la sphère d'influence de la culture Kouro-Araxe. La culture Khodjali-Gədəbəy date quant à elle de l'âge du bronze final (XIIIe siècle - VIIe siècle avant notre ère). Des découvertes ont été faites concernant cette culture dans le village de Khodjali en 1895.

### Antiquité
La région est intégrée au plus tard au VIIIe siècle av. J.-C. à l'Urartu.
Sa population originelle, constituée d'autochtones caucasiens et de tribus nomades indo-européennes parmi lesquelles un élément arménien, est intégrée au royaume d'Arménie, soit à l'époque orontide au IVe siècle av. J.-C., soit à l'époque artaxiade au IIe siècle av. J.-C.. Au sein de ce royaume, la région est incluse dans la province historique d'Artsakh. La ville de Tigranakert y est fondée à l'époque artaxiade.

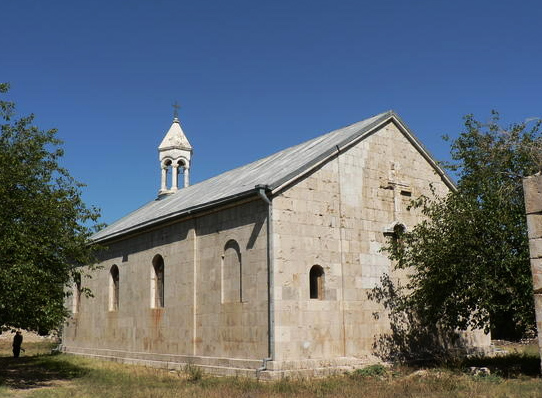
Monastère d'Amaras.

En 387, l'Empire romain et l'Empire néo-perse concluent un traité de paix qui attribue au premier l'Arménie occidentale (actuellement turque) et au second l'Arménie orientale. Dans ce cadre, l'Artsakh et l'Outik sont intégrés à l'Albanie du Caucase, alliée des Sassanides, bien qu'il soit possible que l'Artsakh n'ait été rattaché à l'Albanie du Caucase qu'après 451. À la même époque, le processus d'arménisation s'achève, l'élément non arménien n'étant désormais plus identifiable. En parallèle, la région voit le christianisme s'y répandre sous l'action de l'Église apostolique arménienne et en particulier de Mesrop Machtots, qui ouvre ainsi à Amaras la première école arménienne.
En 451, à la suite de la bataille d'Avarayr, de nombreux nobles arméniens se retirent dans les montagnes et forêts peu accessibles, notamment en Artsakh, qui devient un centre de résistance contre la Perse.

### Moyen Âge
Du VIIe au IXe siècle, la Transcaucasie est dominée par le califat ; les princes d'Artsakh sont au VIIe siècle sous l'influence des souverains de Siounie. Au début du IXe siècle, deux princes arméniens — Sahl Smbatean et Esayi Abu-Muse — se révoltent toutefois contre les Arabes et établissent deux principautés indépendantes en Artsakh, le Khatchen et le Dizak ; la lignée de Khatchen gouverne l'Artsakh jusqu'au XIXe siècle et au rattachement de la région à l'Empire russe. Les deux principautés deviennent des royaumes à la fin du Xe siècle. Le Khatchen est ensuite partagé entre les quatre fils de Hasan Ier le Grand à son abdication en 1182. Les princes arméniens bénéficient de la bienveillance relative des Mongols, avant d'être dépossédés de leurs terres puis d'être restaurés par la dynastie des Qara Qoyunlu sous Jihan Shah après 1441, avec le titre de « mélik ».

### Époque perse
Les mélikats sont ensuite incorporés à la Perse séfévide ; Abbas Ier reconnaît par ailleurs leur autonomie. À la suite de l’effondrement de la dynastie séfévide et de l'intervention ottomane dans l'Est de la Transcaucasie, les mélikats jouissent après l'insurrection de David Bek d'une courte période d'indépendance entre 1722 et 1730.
Nader Chah confirme ensuite lui aussi l'autonomie de la région dans le cadre du khanat du Karabagh. En 1747, Panah-Ali Khan Javanshir, un chef de clan turcoman, met cependant à profit l'assassinat de Nâdir Châh, qu'il a servi comme officier, et la succession sanglante qui suit pour se faire reconnaître khan du Karabagh par Adel Chah. Il rejette la suzeraineté iranienne en 1748. Son fils Ibrahim Khalil Khan met fin à l'autonomie des derniers mélikats qui ne reconnaissaient pas encore son autorité. La région est cependant reprise en main par l'Iran d'Agha Mohammad Chah.
Le khanat est temporairement occupé par les Russes lors de l'expédition russe en Perse de 1796 avant d'être repris par les Iraniens : à cette occasion, Agha Mohammad Chah est assassiné quelques jours après son entrée à la capitale du Khanat.

### Époque russe

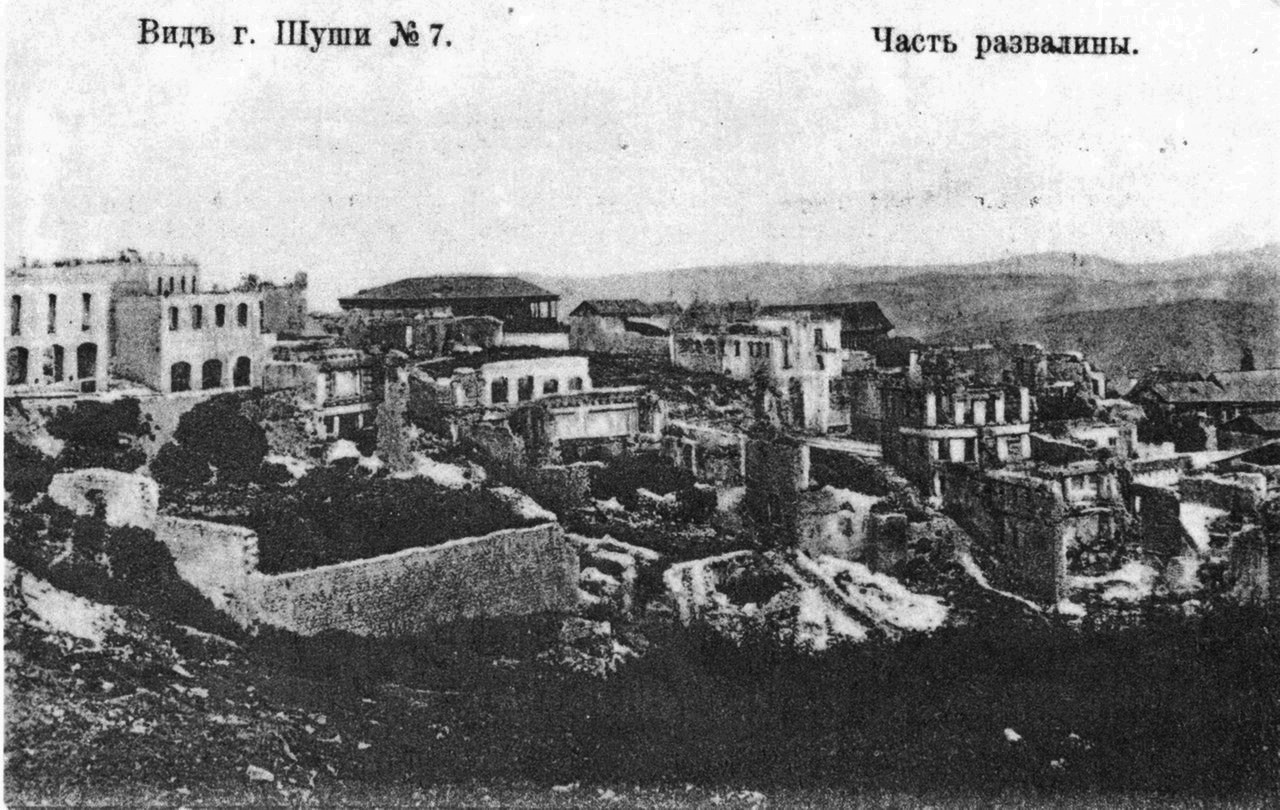
Chouchi (en 1920) après le massacre (1905) de sa population arménienne.

L'Empire russe annexe la région en 1805, lors de la guerre russo-persane de 1804-1813 ; l'annexion est confirmée par le traité de Golestan, signé le 12 octobre 1813. Elle est intégrée en 1868 au gouvernement d'Elisavetpol.
Après la révolution russe, le Haut-Karabagh est disputé entre la république démocratique d'Arménie et la république démocratique d'Azerbaïdjan. Les Britanniques, qui commandent dans la région après la Première Guerre mondiale, acceptent cependant la nomination d'un gouverneur azéri ; dès 1919, des massacres d'Arméniens ont lieu. Le 22 août 1919, les représentants de la région acceptent temporairement l'autorité azerbaïdjanaise, dans l'attente d'un règlement définitif — qui ne viendra jamais — de la question lors de la conférence de la paix de Paris. Peu après, en mars 1920, la population arménienne de Chouchi est massacrée, ce qui entraîne l'arrivée de l'armée arménienne.

### République arménienne de la montagne
Une brève République arménienne de la montagne (1918-1921) préfigure alors l'actuel Haut-Karabagh.

### Époque soviétique
L'Azerbaïdjan est soviétisé en avril 1920, et les forces arméniennes doivent se retirer de la région en mai. Les bolcheviks prennent ensuite le pouvoir en Arménie en novembre 1920 et créent la république socialiste soviétique d'Arménie. En présence de Joseph Staline, le bureau caucasien du Comité central du parti bolchevik, auparavant favorable à l'Arménie, décide le rattachement du Haut-Karabagh à la république socialiste soviétique d'Azerbaïdjan le 4 juillet 1921. À cette époque, le territoire est peuplé à 94 % d'Arméniens. En 1923 est constitué l'oblast autonome du Haut-Karabagh, séparé de l'Arménie par un « couloir azéri »[Lequel ?] pourtant peuplé d'Arméniens.
Pendant soixante-cinq ans, la situation n'évolue plus jusqu'en 1988 où, profitant de la perestroïka, la région autonome s'autoproclame le 20 février 1988 comme république socialiste soviétique à part entière, à égalité avec l'Arménie et l'Azerbaïdjan. D'après le recensement de 1989, sur une population de 189 000 habitants, il y avait alors dans le pays 145 500 Arméniens et 41 000 Azéris. Le 15 juin 1988, l'Azerbaïdjan revendique auprès de Mikhaïl Gorbatchev la réintégration du Haut-Karabagh à son territoire. Des violences éclatent la même année en Azerbaïdjan comme en Arménie. Des pogroms anti-arméniens font plusieurs centaines de victimes à Sumqayıt près de Bakou puis en 1990 à Bakou même. Il en résulte un conflit armé qui se traduit par plusieurs dizaines de milliers de morts et de disparus et des centaines de milliers de personnes déplacées.

### Époque post-soviétique
Entre-temps, l'URSS s'effondre. L'Arménie et l'Azerbaïdjan proclament leur indépendance à l'été 1991, et le Karabakh la sienne le 2 septembre 1991. Celle-ci n'est pas reconnue par la communauté internationale, l'Arménie ne l'ayant pas soutenue, bien qu'elle maintienne son appui politique, économique et militaire à la république du Haut-Karabagh,
Pendant la première guerre du Haut-Karabagh (1992-1994), la région est passée de facto sous le contrôle de l'Arménie, l'Azerbaïdjan a perdu 13 % de son territoire, que plusieurs milliers d'habitants ont dû fuir.
Pendant la seconde guerre du Haut-Karabagh (septembre-novembre 2020), l'Azerbaïdjan, avec l'appui logistique de la Turquie (drones, chasseurs F16), a repris le contrôle des régions de Fizuli, Jebrail, Zangelan et Kubatli, ainsi que d'une partie importante du territoire de l'ancien Oblast autonome du Haut-Karabagh (y compris les villes de Shusha et Hadrut). L'alliance de principe de la Russie n'a guère servi l'Arménie : la région, à la marge sud de la Russie est traversée par les oléoducs qui desservent le centre producteur azerbaïdjanais de pétrole de Bakou. Cela pose un problème géostratégique trop délicat pour que Moscou s'engage, au risque d'une rupture avec l'Azerbaïdjan et son allié turc. Il lui est plus profitable de jouer la carte de l'affaiblissement des deux protagonistes afin de maintenir aisément sa présence militaire dans la région. Selon la déclaration de cessez-le-feu du 10 novembre 2020, l'Azerbaïdjan a également pris le contrôle des régions d'Aghdam, Kelbajar et Latchine (à l'exception du corridor de Latchine, unique voie reliant le Haut-Karabagh à l'Arménie).
Le 19 septembre 2023, après plusieurs mois de blocus, l'Azerbaïdjan a lancé une nouvelle offensive militaire majeure. Les forces de l'Artsakh (Haut-Karabagh) se sont rapidement effondrées, entraînant une victoire azerbaïdjanaise, la dissolution de la République d'Artsakh, l'exode de la quasi-totalité de la population arménienne de la région, et l'entrée des forces de sécurité azerbaïdjanaises dans la capitale Stepanakert.
Il est depuis constaté une suppression ou une destruction des lieux de cultes arméniens, parfois d'origine ancienne, et de plusieurs cimetières historiques ou de statues. Le gouvernement arménien a reconnu la souveraineté de l’Azerbaïdjan sur le Karabagh avec un accord  de Paix en 2025,.

## Géographie

### Géographie physique

#### Orographie
Le Haut-Karabagh se situe sur la frange nord-orientale du haut-plateau arménien (plateau du Karabagh) et dans le Sud-Est du Petit Caucase ; il est bordé à l'est par les plaines de l'Araxe et de la Koura. L'altitude moyenne est 1 100 m et le point culminant est le Gomshasar (hy) (3 724 m) situé dans la chaîne de Mourovdag.

#### Hydrographie
Les principaux cours d'eau sont l'Araxe, le Vorotan, l'Akera, le Tartar et la Khatchen (de).

#### Climat
À la différence de la république d'Arménie, la région connaît un climat plus tempéré. Située globalement à moins de 800 mètres d'altitude, les étés sont certes chauds, mais les hivers sont bien moins froids qu'en Arménie. En hiver, les températures moyennes minimales sont en dessous de 0 °C, mais les températures moyennes maximales sont positives. La pluviométrie moyenne annuelle est assez uniformément répartie.